# Esperance (Australia)
Esperance è una città situata nella regione di Goldfields-Esperance, in Australia Occidentale; essa si trova 720 chilometri a est-sud-est di Perth ed è la sede della Contea di Esperance. Al censimento del 2006 contava 9.536 abitanti.